# Rodhocetus
Rodhocetus fou un gènere de cetaci prehistòric que visqué als mars del període Eocè. Era un parent molt distant dels dofins actuals que encara conservava quatre potes i dents diferenciades.
Com que no tenia aletes, aquest animal nedava impulsant-se amb les grans potes posteriors, igual que el seu parent americà Georgiacetus. Els fòssils de Rodhocetus foren descoberts al Pakistan i daten de fa 47 milions d'anys. Antigament es creia que l'estil de vida d'aquest animal era similar al de les llúdries, però recentment es descobrí que aquest i altres cetacis primitius també s'assemblaven a les almesqueres en alguns aspectes.